# Mistrovství světa v boxu žen 2019
XI. mistrovství světa v boxu žen proběhlo v Ulan-Ude, Rusko ve dnech 3. až 13. října 2019. Organizátorem turnaje mistrovství světa byla International Boxing Association (AIBA).

## Česká stopa
Šéftrenér reprezentace: Radek Seman, trenér reprezentace: Michal Soukup, rozhodčí: Terezie Krejbychová
Na mistrovství světa startovala za Česko 1 boxerka:
- −69 kg: Martina Schmoranzová (* 1987) z SKMP Děčín

## Výsledky
| Ženy   | Zlato                          | Stříbro                       | Bronz                        | Bronz                      |
| ------ | ------------------------------ | ----------------------------- | ---------------------------- | -------------------------- |
| –48 kg | Jekatěrina Palcevová (RUS)     | Manju Raniová (IND)           | Demiejade Resztanová (ENG)   | Chuthamat Raksatová (THA)  |
| –51 kg | Lilija Ajtbajevaová (RUS)      | Busenaz Çakıroğluová (TUR)    | Pchang Čchol-mi (PRK)        | Mary Komová (IND)          |
| –54 kg | Chuang Siao-wen (TPE)          | Caroline Cruveillierová (FRA) | Jamuna Borová (IND)          | Mikiah Krepsová (USA)      |
| –57 kg | Nesthy Peteciová (PHI)         | Ljudmila Voroncovová (RUS)    | Karriss Artingstallová (ENG) | Lin Jü-tching (TPE)        |
| –60 kg | Beatriz Ferreiraová (BRA)      | Wang Cchung (CHN)             | Rashida Ellisová (USA)       | Mira Potkonenová (FIN)     |
| –64 kg | Tou Tan (CHN)                  | Angela Cariniová (ITA)        | Jekatěrina Dynniková (RUS)   | Milana Safronovová (KAZ)   |
| –69 kg | Busenaz Sürmeneliová (TUR)     | Jang Liou (CHN)               | Sa'adat Dalgatovová (RUS)    | Lovlina Borgohainová (IND) |
| –75 kg | Lauren Priceová (WAL)          | Nouchka Fontijnová (NED)      | Chadídža al-Mardíová (MAR)   | Tammara Thibeaultová (CAN) |
| –81 kg | Zemfira Magomedalijevová (RUS) | Elif Güneriová (TUR)          | Wang Li-na (CHN)             | Thị Hương Nguyễnová (VIE)  |
| +81 kg | Danielle Perkinsová (USA)      | Jang Siao-li (CHN)            | Jekatěrina Kovaljovová (BLR) | Dina Islambekovová (KAZ)   |

## Medailová bilance
V boxu se rozdělilo celkem 10 sad medailí.
| Pořadí | Stát                   |       | Muži    | Muži  | Muži | Celkem |
| Pořadí | Stát                   | Zlato | Stříbro | Bronz |      | Celkem |
| ------ | ---------------------- | ----- | ------- | ----- | ---- | ------ |
| 1.     | Rusko (RUS)            |       | 3       | 1     | 2    | 6      |
| 2.     | Čína (CHN)             |       | 1       | 3     | 1    | 5      |
| 3.     | Turecko (TUR)          |       | 1       | 2     | 0    | 3      |
| 4.     | USA (USA)              |       | 1       | 0     | 2    | 3      |
| 5.     | Čínská Tchaj-pej (TPE) |       | 1       | 0     | 1    | 2      |
| 6.     | Brazílie (BRA)         |       | 1       | 0     | 0    | 1      |
| 6.     | Filipíny (PHI)         |       | 1       | 0     | 0    | 1      |
| 6.     | Wales (WAL)            |       | 1       | 0     | 0    | 1      |
| 9.     | Indie (IND)            |       | 0       | 1     | 3    | 4      |
| 10.    | Francie (FRA)          |       | 0       | 1     | 0    | 1      |
| 10.    | Itálie (ITA)           |       | 0       | 1     | 0    | 1      |
| 10.    | Nizozemsko (NED)       |       | 0       | 1     | 0    | 1      |
| 13.    | Anglie (ENG)           |       | 0       | 0     | 2    | 2      |
| 13.    | Kazachstán (KAZ)       |       | 0       | 0     | 2    | 2      |
| 15.    | Bělorusko (BLR)        |       | 0       | 0     | 1    | 1      |
| 15.    | Kanada (CAN)           |       | 0       | 0     | 1    | 1      |
| 15.    | Finsko (FIN)           |       | 0       | 0     | 1    | 1      |
| 15.    | Maroko (MAR)           |       | 0       | 0     | 1    | 1      |
| 15.    | Severní Korea (PRK)    |       | 0       | 0     | 1    | 1      |
| 15.    | Thajsko (THA)          |       | 0       | 0     | 1    | 1      |
| 15.    | Vietnam (VIE)          |       | 0       | 0     | 1    | 1      |
| Celkem | Celkem                 |       | 10      | 10    | 20   | 40     |